# Омельченко Віктор Семенович
Віктор Семенович Омельченко (нар. 1 січня 1944, с. Лисянка, Київська область (з 1954 року — Черкаської області), з 2020 року — Звенигородського району Черкаської області, Українська РСР, СРСР) — український перекладач, дипломат, член Національної спілки письменників України (1995).

## Життєпис
Віктор Омельченко народився 1 січня 1944 року в селі Лисянка Київської області (з 1954 року — Черкаської області). У 1968 році закінчив факультет романо-германської філології Київський державний університет імені Тараса Шевченка. Ще під час навчання, в 1966—1967 роках, а потім після закінчення ЗВО в 1968—1971 роках працював війським перекладачем в Алжирі. У 1972 році почав працювати в НДІ автоматизованих систем у будівництві, де обійняв посаду старшого редактора. У 1975 році перейшов до видавництва «Дніпро», де обійняв посаду редактора, а у 1982 році був призначений завідувачем редакції зарубіжної літератури цього видавництва. Віктор Омельченко, серед іншого, брав безпосередню участь у виданні повного україномовного зібрання творів Вільяма Шекспіра. Також у той час були завершенні роботи над рукописами повного 10-томного зібрання творів Оноре де Бальзака та в 1988 році започатковано серії «Зарубіжна література ХХ століття», «Бібліотека історичної прози», а в 1991 році — «Бібліотека історико-біографічної літератури» (останній проєкт на посаді). З проголошенням незалежності України в 1992 році Віктор Омельченко перейшов на дипломатичну роботу. Зокрема, в 1995—1999 роках обіймав посаду радника Посольства України в Естонії.

## Творчість
Віктор Омельченко працював над художніми перекладами українською мовою низки творів французької класичної та сучасної літератури. В 1977—1978 роках окремими виданням побачили світ 5-томів «Вибраних творів» Анатоля Франса та «Французькі народні казки» (обидва — співавт.) У 1979 році було перекладено повість «Речі» Жоржа Перека, а четвертому числі журналу «Всесвіт» побачили світ оповідання «Плюшевий ведмедик» та «Мрія» Р. Клера. У 1980 році — роман «Роман-сон» Андре Стіля. Також ним було перекладено повість «Мондо» Жан-Марі Леклезіо (1985) та романи «Джек» Альфонса Доде (1990) та «Таємничий острів» Ж. Верна (1992). Крім цього перекладач працював над книгами «Чи любите ви Брамса? Сонячний промінь в холодній воді» Ф. Саґан, повістю-казкою «Кароліна і дорослі» С. Пру (обидва — 1983; усі — Київ). У журналі «Київ» в 1996 році вийшов переклад драма «Покинута» Жана Кокто. У 2018 році побачили світ повісті Франсуази Саган «Bonjour, печале!», а наступного року
«Сонячний промінь у холодній воді».